# Palmer Alajos
Palmer Alajos (Újbánya, 1805. – 1881. november 10.) teológiai doktor.

## Élete
1828-ban szentelték pappá, majd az egyházjog és történelem tanára volt Nyitrán. 1843-tól nyitraivánkai plébános, később tiszteletbeli kanonok és a Pesti Egyetem teológiai karának bekebelezett tagja.

## Művei
- Theses e disciplinis theologicis, quas praemissa dissertatione inaugurali annuente rev. ac. magn. dno consiliario, directore ac praeside nec non incl. facultate theologica, in regia universitate Hungarica in ordine ad gradum doctoris SS. theologiae rite consequendum propugnavit 11. Octobris. 1834. Pestini.
- Dissertatio super eo, num omne fidelium coniugium sit sacramentum. Uo. 1834.
- Sermo ... a. 1854. die 30. Dec. quo exc., ill. ac rev. dn. Emericus Palugyay jubilaeum ... solenni ritu celebravit salutavit. Posonii, 1855.

Roskoványi Ágoston püspök tiszteletére is kiadott egy latin költeményt.